# Allagoptera
Allagoptera es un género con cinco especies de plantas con flores perteneciente a la familia  de las palmeras (Arecaceae).  
Son originarias de América del Sur. Dentro de la tribu Cocoseae que se describe como especializada.

## Distribución y hábitat
Este género se encuentra en Brasil, Paraguay, Bolivia y Argentina donde que crece en una variedad de hábitats. Algunas especies prosperan en las playas de arena y dunas, mientras que otras se encuentran en los bosques; las especies de Allagoptera también son comunes a lo largo de las colinas de piedra arenisca en la vegetación del Cerrado.

## Descripción
Las cuatro especies son tolerantes a la sal. En este género producen muy poco tronco y en los casos en que lo tienen, el tronco es erecto, a menudo, la corona es tan baja que queda por debajo de la base del tronco.  Los troncos en Allagoptera se encuentran entre los pocos géneros  en la familia, que tienden a bifurcarse, produciendo múltiples cabezas por unidad. Las hojas son pinnadas, ligeramente arqueadas de 2 metros con largos y delgados pecíolos. Los foliolos están regular o irregularmente dispuestos en el raquis, cada en un plano diferente, creando hojas parecidas a plumas. La inusual inflorescencia emerge desde dentro de la corona de hojas que lleva flores femeninas basales y flores masculinas distales.  La única semilla del  fruto es de color amarillo a marrón, creciendo en densos racimos.

## Taxonomía
El género fue descrito por Christian Gottfried Daniel Nees von Esenbeck y publicado en Flora 4: 296. 1821. La especie tipo es: Allagoptera pumila Nees.
Etimología
Allagoptera: nombre genérico que deriva de las palabras griegas  "cambio" y "plumas", que describe toda la hoja.

## Especies
- Allagoptera arenaria (Gomes) Kuntze (1891).
- Allagoptera brevicalyx M.Moraes (1993).
- Allagoptera campestris (Mart.) Kuntze (1891).
- Allagoptera caudescens (Mart.) Kuntze (1891).
- Allagoptera leucocalyx (Drude) Kuntze (1891).